# Kosmas (Macedonia Occidentale)
Kosmas o Aitolos(in greco Κοσμάς? o Αιτωλός) è un ex comune della Grecia nella periferia della Macedonia occidentale di 1.792 abitanti secondo i dati del censimento 2001.
È stato soppresso a seguito della riforma amministrativa, detta Programma Callicrate, in vigore dal gennaio 2011 ed è ora compreso nel comune di Deskati.